# وادي المشاش
وادي المشاش، وادي  في فلسطين يقع في جبال القدس  ويصب جزءا من مياه سفوحها الجنوبية الشرقية في البحر الميت. الذي يصبّ في البحر الميت.

## المجرى
يبدأ بالقرب من خطّ تقسيم مياه جبال القدس عند بلدة صور باهر، وهو المجرى الأعلى لوادي التعامرة على ارتفاع 735 مترًا، ومن هناك يتجه الوادي جنوبًا وجنوبًا شرقيًا بتعرجات كثيرة ويلتقي برافده وادي مقطع الجص، ويكسب اسم وادي المشاش عند نقطة الالتقاء هذه،  ثم يتغيّر اسمه بعدها ليصير «وادي الدرجة» بين رأس نقب الحمار ورأس الترابة حتى نهاية الوادي في البحر الميت على انخفاض 402 مترًا تحت سطح البحر. الوادي شديد الانحدار، إذ يبلغ فارق الارتفاع عن نقطة المنبع 1137 مترا لمسافة 37 كيلومترا.
تقسم منطقة حوض الوادي لمنطقتين من الناحية الاقتصادية والبشرية: منطقة المسار الأعلى للوادي وروافده حيث تنتشر القرى والمزارع الصغيرة حول صور باهر وشرقي بيت لحم وأرطاس. حيث تستفيد من مياهه في الزراعة. القسم الثاني هو المجاري الدنيا والوسطى، حيث يزداد الجفاف وتصبح الأرض جرداء إلا من غطاء من الأعشاب الفقيرة. ولذا كان هذا القسم مرتعد لعرب التعامرة المتجولين فيه بحيواناتهم وقطعانهم معتمدين في سقيها على بعض الآبار والعيون الصغيرة القليلة، خاصة في وادي المعلق. وقد ساعدت مياه عين صغيرة عند دلتا وادي المشاش على قيام بعض الزراعات القليلة جدا على تربة الدلتا الخصيبة إلى جانب الغطاء العشبي.